# Delilah Lookout
Le Delilah Lookout est une tour de guet du comté de Fresno, en Californie, dans l'ouest des États-Unis. Situé à 1 552 m d'altitude dans la Sierra Nevada, il est protégé au sein de la forêt nationale de Sequoia.